# Pedaso
Pedaso (IPA: [peˈdazo]) è un comune italiano di 2 864 abitanti della provincia di Fermo nelle Marche.

## Geografia fisica
Pedaso è situata sulla costa adriatica, alla foce del fiume Aso ed ha un territorio prevalentemente collinare. La collina immediatamente a ridosso dell'abitato, chiamata monte Serrone, si presta per passeggiate panoramiche in qualsiasi momento dell'anno; in autunno vi si raccolgono usualmente le more.
Confina a nord con Altidona, a ovest e sud con Campofilone, a est con il mar Adriatico.

## Storia
La storia di Pedaso inizia con i Greci (i Pelasgi), poi i Piceni e i Romani, come testimoniano alcuni ritrovamenti archeologici intorno alla foce e ai lati del fiume Aso, dei ruderi romani nella vicina Villa montana e reperti archeologici che ancora si recuperano dal mare, testimoniano le civiltà che qui si sono avvicendate.
Le invasioni barbariche costringono la popolazione a trovare rifugio nel vicino colle, chiamato "Monte Serrone".
Successivamente diviene un castello fermano sulla costa e come tale aveva il compito di sorveglianza sull'adriatico con una torre, dal 1877 adibita a faro. Alla fine del XVIII secolo, di conseguenza ai continui crolli delle abitazioni lunga "La Cupa" dovuti alla natura franosa del colle, inizia lo sviluppo in basso, lungo il mare.

Il 30 agosto 1970 ci fu l'esplosione del ristorante Perotti, dove perirono 8 persone.

## Monumenti e luoghi d'interesse

### Architetture religiose
- Chiesa di Santa Maria e San Pietro Apostolo. Neogotica, iniziata nel 1897 e conclusa nel 1929. Chiesa a tre navate con un impianto a croce latina.
- Chiesa di Santa Maria e San Pietro detta "la Chiesolina". Costruita dal 1795 al 1797[4] sul luogo ove sorgeva la chiesa medievale di Santa Croce[5]. L'esterno presenta una semplice facciata mentre l'interno, a navata unica, è riccamente decorato. Questa Chiesa viene erroneamente identificata con quella non più esistente di San Trifone che in realtà si trovava davanti alla porta maggiore del castello di Pedaso, e che fu demolita in occasione della ricostruzione del paese sul litorale.[6].

### Architetture civili
- Il faro. Nasce nel 1877. Oggi ancora in funzione e sede, nel periodo estivo, di numerosi e suggestivi concerti.
- Osservatorio astronomico. Pedaso è sede di un osservatorio astronomico sito sul Monte Serrone, con un potente strumento di osservazione.

## Società

### Evoluzione demografica
Abitanti censiti

## Cultura

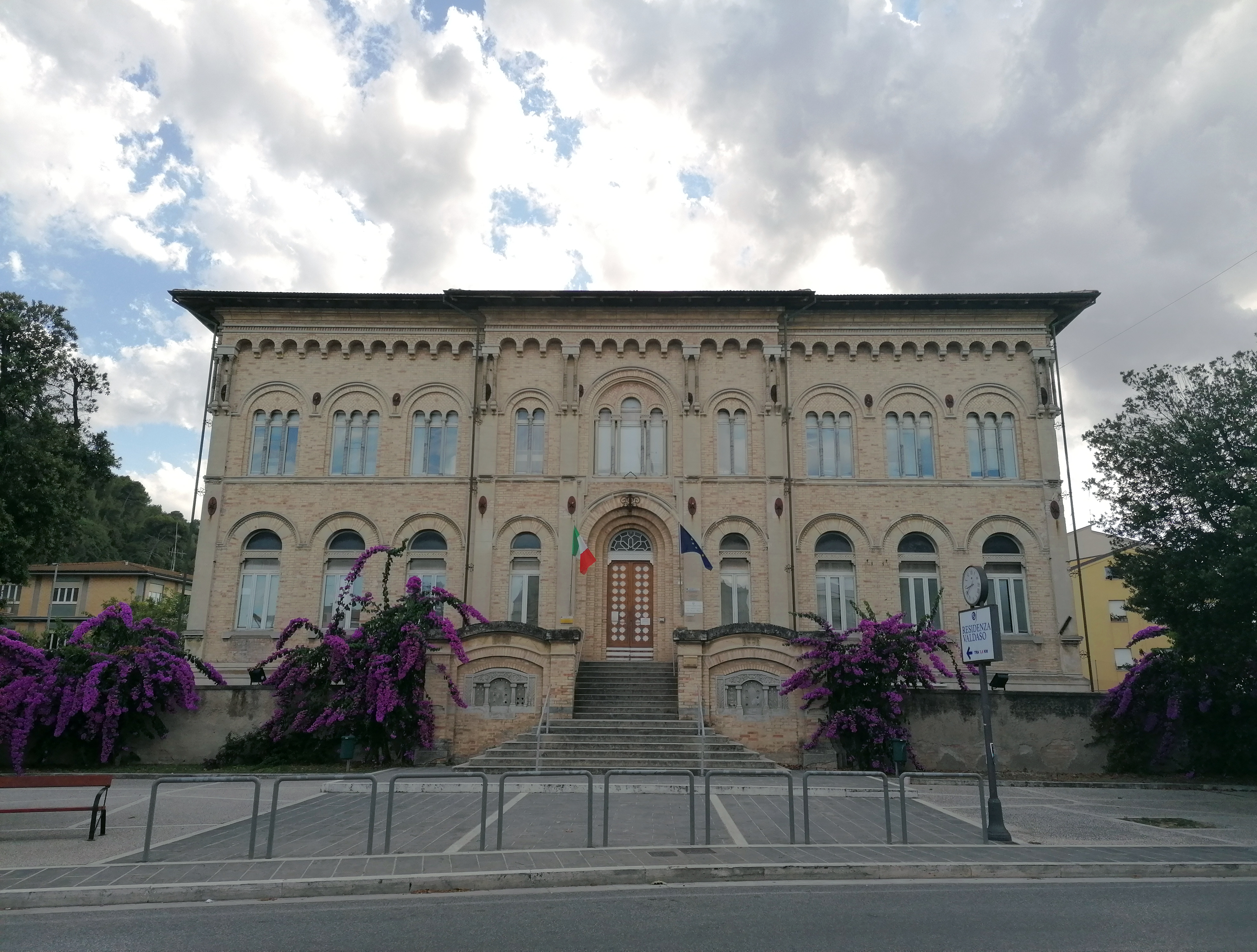
La scuola primaria "Don Milani", situata di fronte alla chiesa di Santa Maria e San Pietro apostolo

Il comune ha aderito al progetto "Il lungomare dei cantautori" intitolando ad alcuni noti artisti i sottopassaggi che conducono alla spiaggia.

### Eventi
Ogni anno il 1º maggio si svolge la scampagnata dei lavoratori sul monte Serrone, con una festa che inaugura l'inizio delle sagre che hanno luogo soprattutto nel periodo estivo.
La prima è la "Festa del Marinaio" oltre alla più famosa "Festa di San Pietro" (il santo patrono di Pedaso), durante questa ricorrenza la statua del santo viene trasportata sopra una barca benedicendo tutti i pescatori morti in guerra e ancora viventi. Nel mese di luglio vi è poi la "sagra della croceverde Valdaso" a base di gnocchetti alla marinara e arrosticini di pesce. Mentre nei quattro giorni che precedono ferragosto si svolge la celebre "Sagra delle cozze e degli spaghetti alla marinara", conosciuta a livello nazionale, la quale vanta 55 edizioni annuali. Subito dopo ferragosto il Pedaso Calcio organizza tutti gli anni la "sagra degli arrosticini" che nel 2022 celebrerà la sua trentesima edizione.

## Economia

### Artigianato
Tra le attività economiche più tradizionali, diffuse e attive vi sono quelle artigianali, come l'arte del merletto rinomata in tutta Italia.

## Infrastrutture e trasporti

### Strade
Il comune è raggiungibile direttamente tramite autostrada, con uscita Pedaso sull'Autostrada A14.
Altra arteria importante che solca il territorio di Pedaso è la SS16 Adriatica.
Il comune è interessato da un progetto di piste ciclabili che unisce tutti i comuni della provincia. In particolare, sulla costa esiste già un tratto di ciclabile facente parte della realizzanda Ciclovia Adriatica, che una volta completata andrà a collegare tutte le località della costa adriatica.

### Ferrovie
Il comune è dotato di stazione ferroviaria, con sosta di circa 20 treni al giorno, sulla linea interregionale Pescara - Ancona.

## Amministrazione
| Periodo        | Periodo        | Primo cittadino  | Partito                    | Carica  | Note |
| -------------- | -------------- | ---------------- | -------------------------- | ------- | ---- |
| 26 maggio 2002 | 27 maggio 2007 | Guido Monaldi    | lista civica               | Sindaco |      |
| 28 maggio 2007 | 6 maggio 2012  | Guido Monaldi    | lista civica               | Sindaco |      |
| 7 maggio 2012  | 11 giugno 2017 | Barbara Toce     | lista civica               | Sindaco |      |
| 12 giugno 2017 | 12 giugno 2022 | Vincenzo Berdini | Pedaso con Berdini sindaco | Sindaco |      |
| 13 giugno 2022 | in carica      | Vincenzo Berdini | Pedaso con Berdini sindaco | Sindaco |      |

### Altre informazioni amministrative
Dal 1º gennaio 2010, il comune fa parte integrante - per decisione deliberata dalla Giunta Regionale delle Marche e ratificata dal Consiglio Regionale, rispettivamente nel novembre e dicembre 2009 - della zona territoriale n. 11 di Fermo dell'Azienda sanitaria unica regionale delle Marche (in sigla Z.T. n. 11 - A.S.U.R. Marche).

## Sport

### Calcio
La squadra di calcio locale è il Pedaso Calcio che milita in prima categoria